# Fragaria nubicola
Fragaria nubicola is een wilde aardbeisoort uit de Himalaya.

## Kenmerken
Fragaria nubicola is net als andere aardbeisoorten een bodembedekker. De planten worden normaal gesproken niet hoger dan 20 cm en bedekken de bodem met stolonen (uitlopers), waaraan meerdere planten groeien. De bladeren zijn drietallig samengesteld en worden ongeveer 5 cm groot, met duidelijk ontwikkelde nerven. De drie veernervige deelbladeren hebben een scherp gezaagde bladrand en een ovale vorm.
De plant bloeit tussen april en juni. De bloemen zijn ongeveer 1,5 tot 2,5 cm groot en bezitten vijf witte, omgekeerd eironde kroonbladeren en evenveel kelkbladeren. De kelkbladeren zijn kleiner, groen van kleur en driehoekig van vorm. Ze staan wisselstandig met de kroonbladeren in de bloemkelk en wanneer de kroonbladeren niet geheel aan elkaar sluiten zijn ze van bovenaf zichtbaar. Zowel de stamper als de korte meeldraden zijn geel van kleur.

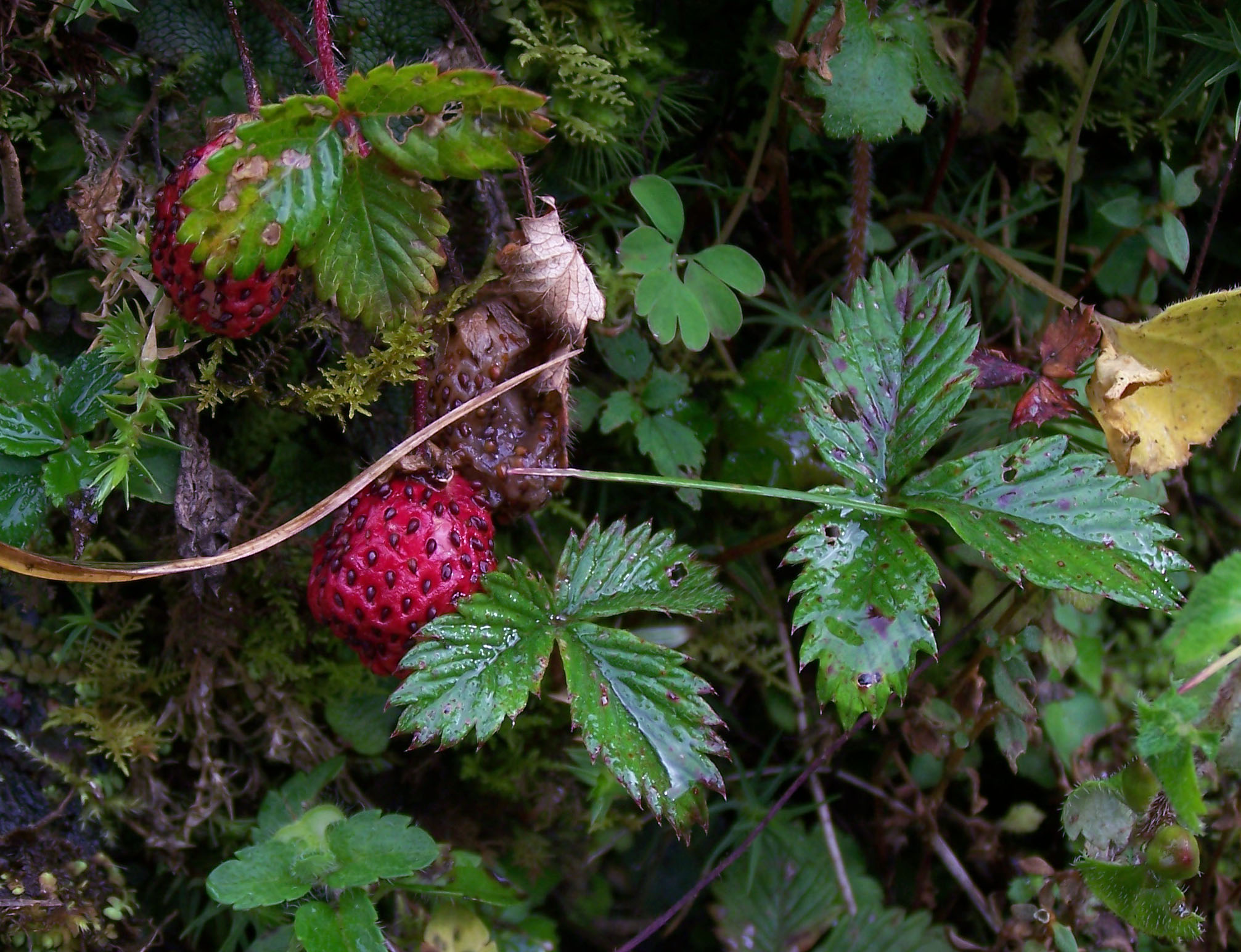
Fragaria nubicola met "vrucht".

Na de bloei groeien de "vruchten" door het opzwellen van de bloembodem. De aldus ontstane aardbeien zijn wijnrood van kleur en ongeveer 1 cm groot.
Fragaria nubicola is een diploïde aardbeisoort. Net als andere aardbeisoorten heeft de plant 7 chromosomen, waarvan er elk in de celkernen twee kopieën aanwezig zijn.

## Verspreiding
Fragaria nubicola komt voor langs de gehele lengte van de Himalaya, van Kasjmir in het westen tot Arunachal Pradesh in het oosten. De plant wordt ook gevonden in het uiterste zuiden van Tibet en het noorden van Myanmar. De plant behoort tot de gematigde zone, tussen de 2500 en 4000 m hoogte, vooral in open bos en op bergweiden.
Fragaria nubicola deelt delen van haar verspreidingsgebied met andere wilde aardbeisoorten, zoals Fragaria daltoniana en de schijnaardbei (Potentilla indica). De laatste soort is gemakkelijk te onderscheiden omdat de bloemen geel zijn in plaats van wit.